# Партија Револуције (Танзанија)
Партија Револуције (свах. Chama Cha Mapinduzi) је владајућа политичка партија у Танзанији и најдуже владајућа политичка партија у Африци. Формирана је 5. фебруара 1977. године спајањем Афричког националног савеза Тангањике и партије Афро−Ширази, које су саме владале Тангањиком и полуаутономним острвом Занзибаром. Први вођа партије био је Џулијус Њерере. Њен тренутни вођа је Самија Сулуху Хасан.
Партијско гласило је лист Ухуру. Студентско крило је Ширикишо ла Ванафунзи ва Тасиси за Елиму ја Џуу. Омладинско крило је Умоџа ва Вијана ва ЦЦМ. Женска организација је Умоџа ва Ванаваке Танзанија. Родитељска организација је Вазази. Партија је у политичком спектру леви центар. Идеолошки полази с позиција демократског социјализма, социјалдемократије, а историјски с уџамаом. Партијски симболи су мотика и чекић, боје су зелена и жута.
Партија је чланица удружења Бивших ослободилачких покрета јужне Африке, Социјалистичке интернационале и Прогресивног савеза.